# الاختبار المستضد السريع لكوفيد-19

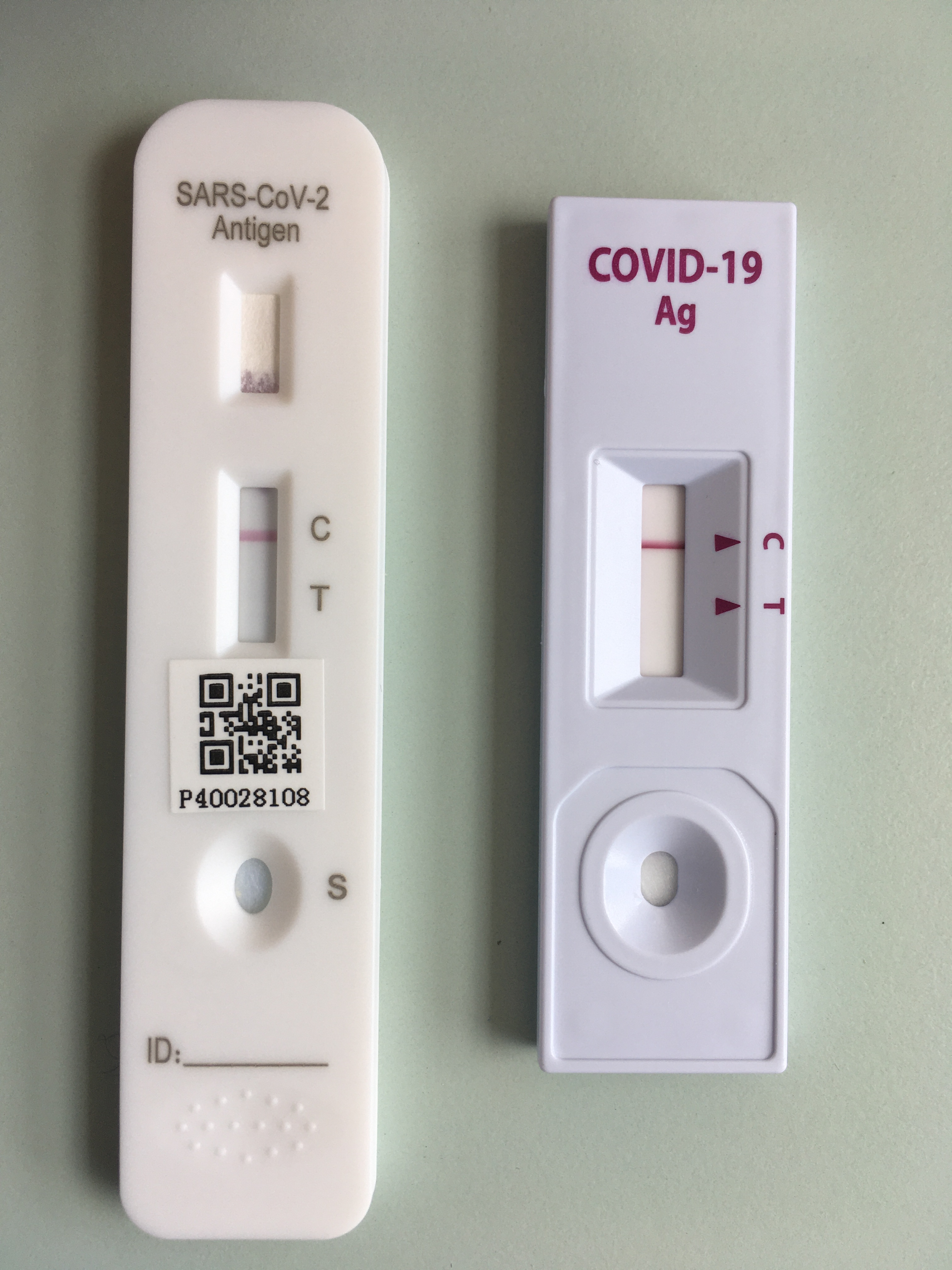
الاختبار المستضد السريع لكوفيد-19وكلاهما يظهر نتيجه سلبيه

الاختبار المستضد السريع لكوفيد-19، والذي يسمى أيضًا اختبار التدفق الجانبي لكوفيد-19، هو عبارة عن اختبارات مستضد سريعة تستخدم للكشف عن عدوى كوفيد-19 (السارس-كوفيد-2). تعد سريعة التنفيذ بأقل قدر من التدريب، وتوفر مزايا كبيرة من حيث التكلفة، وتكلف أقل من الأشكال الأخرى لاختبار كوفيد-19 بالإضافة إلى إعطائها المستخدمين النتيجة في غضون 5-30 دقيقة. ومع ذلك، هناك معدل نتائج سلبية خاطئة مرتفع. تُستخدم اختبارات المستضد السريع في العديد من البلدان كجزء من الاختبارات الجماعية أو أساليب الفحص على مستوى السكان. يُعتقد أنها ذات قيمة في تحديد الأفراد الذين لا تظهر عليهم أعراض ويمكن أن ينقلوا الفيروس إلى أشخاص آخرين، الذين -لولا هذا الفحص- لما علموا أنهم مصابون. يختلف هذا عن الأشكال الأخرى لاختبار كوفيد-19، كالـ بي سي آر مثلًا، والتي يُنظر إليها عمومًا على أنها مفيدة للأفراد الذين يعانون من أعراض، إذ أن لديهم حساسية أعلى ويمكنهم تحديد الحالات بشكل أكثر دقة.

## تاريخ تطور تكنولوجيا الاختبار السريع لكوفيد-19
ظهرت الاختبارات السريعة لكوفيد-19 عبر استثمار كبير من قبل برنامج «مونشوت» المثير للجدل في المملكة المتحدة، وهو برنامج بقيمة 100 مليار جنيه إسترليني لتقييم وتطوير وتنفيذ تقنيات جديدة لاختبار كوفيد-19 بشكل منهجي. أجريت الاختبارات السريعة في البداية ضمن منحى التقييم المنهجي هذا جنبًا إلى جنب مع العديد من تقنيات اختبار كوفيد-19 المفترضة الأخرى مثل لامب (التضخيم متساوي الحرارة بواسطة مشرع دائري) ولامبور وبي سي آر كير وقياس الطيف الكتلي وتجميع العينات. ومع ذلك، مع استمرار التقييمات، ظهرت الاختبارات السريعة باعتبارها الشكل الأكثر نجاحًا لاختبار كوفيد-19 ضمن هذا البرنامج لاستكمال اختبار بي سي آر الحالي.

## الإرشادات الدولية لاستخدام وتطوير تكنولوجيا الاختبار السريع لكوفيد-19
عزز الأساس المنطقي العلمي المبكر للفائدة المحتملة للاختبارات السريعة والتوجه العالمي لتطوير تكنولوجيا الاختبار السريع من خلال التوجيه المؤقت من منظمة الصحة العالمية الذي أشار إلى الفوائد المحتملة. وأشار التقرير إلى أن الاختبارات السريعة كانت أسهل بكثير في التنفيذ، وكان لها فوائد من حيث التكلفة. أوصت منظمة الصحة العالمية باستخدامها في حالات تفشي المرض، من أجل التعرف المبكر على الحالات ورصد اتجاهات المرض. في وقت لاحق، وبعد مجموعة الدراسات المتزايدة بسرعة، وسعت هذه التوصية من قبل المفوضية الأوروبية. أوصت المفوضية الأوروبية باستخدام تقنية الاختبار السريع للفحص على مستوى السكان حيث تكون نسبة إيجابية الاختبار عالية أو عالية جدًا. بحلول يناير 2021، وافقت المفوضية الأوروبية على تعزيز موقفها، ودعت إلى استخدام أكبر بكثير للاختبارات السريعة، مشيرة إلى أنه «يجب أن تثبت الأبحاث أن اختبارات المستضدات السريعة يمكن إجراؤها من قبل الشخص الذي يخضع للاختبار نفسه ... الاختبار الذاتي مع التوجيه المهني أو بدونه. يمكن النظر فيه أيضًا».

## الدراسات الأولية
أكملت هيئة الصحة العامة في إنجلترا وجامعة أكسفورد وجامعة مانشستر إحدى الدراسات النهائية للاختبارات السريعة وأطلقها البروفيسور ريتشارد بودي والدكتور لينارد لي. دراسة فالكون-سي19 التي أطلقت في غضون ثلاثة أيام في 17 سبتمبر. اختبر المريض الأول في موقف سيارات ملعب مانشستر سيتي «استاد الاتحاد» في مركز أبحاث جديد لاختبار كوفيد-19. امتدت الدراسة بسرعة لتشمل 14 موقعًا للبحث المجتمعي في جميع أنحاء المملكة المتحدة. أغلقت الدراسة في 23 أكتوبر، بعد أن أكملت 878 فردًا. كانت الدراسة واحدة من أسرع الدراسات البحثية في المملكة المتحدة حول كوفيد-19 في البلاد. قدمت الدراسة دليلًا قاطعًا على أن أجهزة الاختبار السريع كانت قادرة على التقاط نتائج إيجابية بدقة عالية. جرى التحقق من صحة ما مجموعه 4 اختبارات سريعة، بما في ذلك إينوفا وأورينتجين في هذه الدراسة باستخدام عينات مسحة من الأفراد الذين يعانون من أعراض وأمراض بدون أعراض.
حول إصدار التحليل المؤقت لهذه الدراسة البريطانية، أكدت الولايات المتحدة أنها سوف تشتري 100 مليون اختبار سريع من شركة أبوت وسوف تقوم بالشحن إلى جميع أنحاء البلاد لبدء دراسات أمريكية مماثلة لاستكمال الدراسات التي بدأتها جامعة أكسفورد.

## دراسات التقييم في جميع أنحاء العالم
في 2 نوفمبر، أصبحت سلوفاكيا أول دولة في العالم تبدأ اختبارًا جماعيًا على مستوى البلاد باستخدام الاختبارات السريعة. أجري خمسة ملايين اختبار سريع بواسطة 60.000 موظف استخدموا اختبار مستضد «إس دي بيوسينسر) وأجروا مسحًا على السكان. أدى ذلك بعد ذلك إلى قيام المفوضية الأوروبية بالتوصية باستخدام الاختبارات السريعة كجزء من الفحص الشامل للسكان. نشرت دراستان بحثيتان في أوائل عام 2021، واحدة من قبل البروفيسور مارتن كاهانيك من جامعة أوروبا الوسطى والأخرى من قبل مارتن بافيلكا من كلية لندن للصحة وفريقه تشير إلى أن اختبار المستضد السريع ساعد في كبح تأثيرات موجة الوباء في الخريف في البلاد، على الرغم من أن الدراسة السابقة تشير إلى أن تأثير الاختبارات الجماعية على الوباء كان مؤقتًا وبدأ في التبدد بعد حوالي أسبوعين.
واصلت المملكة المتحدة برنامجها المستمر لتطوير الاختبارات السريعة باستخدام اختبار إينوفا السريع، مع زيادة الإلحاح بزيادة حالات كوفيد-19 في جميع أنحاء أوروبا. في السادس من نوفمبر، بدأ رئيس الوزراء -بوريس جونسون- فحص ليفربول على مستوى المدينة كجزء من التقييم التكنولوجي المتسارع. وجرى المزيد من التوسع في تجارب الاختبارات السريعة في العديد من القطاعات التي لم يكن الاختبار متاحًا فيها من قبل. وشمل هؤلاء الطلاب في الجامعات الذين أصيبوا بشكل خاص بتفشي المرض. بدأ هذا في البداية في جامعة دورهام التي كانت لديها البنية التحتية والخبرة لإدارة برنامج الاختبار السريع، ولكن وسعت غالبية جامعات المملكة المتحدة ومكنت خطة الإخلاء الوطنية من نقل الطلاب بأمان إلى منازلهم لعيد الميلاد. وأجريت أيضًا اختبارات سريعة داخل الخدمة الصحية الوطنية للموظفين لتقليل احتمال انتقال العدوى إلى المرضى، السلطات المحلية ودور الرعاية لتمكين الزيارات لزيارة السكان. في 18 نوفمبر، أكملت ويلز أول اختبار حي كامل في مرثير تيدفيل. في هذا الوقت، أجري الاختبار أيضًا عبر المدارس في الولايات المتحدة للطلاب الذين يعانون من الأعراض وعبر دور الرعاية والمدارس البرتغالية.
بدأت الجهود العالمية لتكثيف تقييمات الاختبارات السريعة من قبل إدارة الطوارئ في منظمة الصحة العالمية (دبليو إتش أو) التي أطلقت مشروع تنفيذ اختبار تشخيصي سريع كبير في العاشر من نوفمبر، بمساعدة اتفاق من مؤسسة بيل وميليندا غيتس التي حدت من تكاليف البلدان المنخفضة والمتوسطة الدخل.
بدأت النمسا اختبارًا جماعيًا على مستوى البلاد في 5 ديسمبر وأمرت بسبعة ملايين اختبار تتكون من اختبار إس دي بيوسينسر وسيمينت كلينتيست (المعروف أيضًا باسم أورينتجين).
بحلول منتصف ديسمبر، كانت هناك العديد من الدراسات التي تؤكد فعالية ونجاح استخدام الاختبارات السريعة لتحديد الأفراد المصابين بكوفيد-19 بما في ذلك الدراسات في هولندا، والمملكة المتحدة، والولايات المتحدة. مكّنت جميع هذه الدراسات من إجراء اختبارات سريعة لدخول استراتيجيات اختبار كوفيد-19 الوطنية القياسية. أصبح التجريب العالمي للاختبارات السريعة الآن مكانًا شائعًا في المدارس في كندا، ومراكز السفر في إندونيسيا، وعبر الهند.